# Miltotranes
Miltotranes je rod málo prozkoumaných brouků v čeledi nosatcovitých.
Nosatci Miltotranes se mimo jiné podílejí na opylování australských cykasů rodu Bowenia.